# پلینویو (تنسی)
پلینویو(به انگلیسی: Plainview) شهری در ایالت تنسی کشور ایالات متحده آمریکا است که جمعیت آن در سرشماری سال ۲۰۱۰ میلادی، ۲٬۱۲۵ نفر بوده‌است.